# Louis des Balbes de Berton

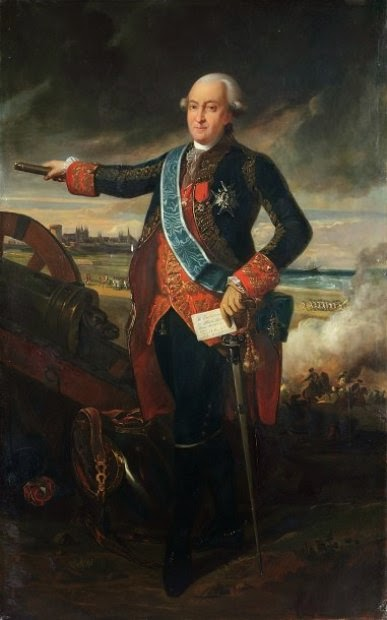
Louis des Balbes de Berton, hertog van Crillon, en na verovering van Mahon op Menorca, eerste hertog van Mahon

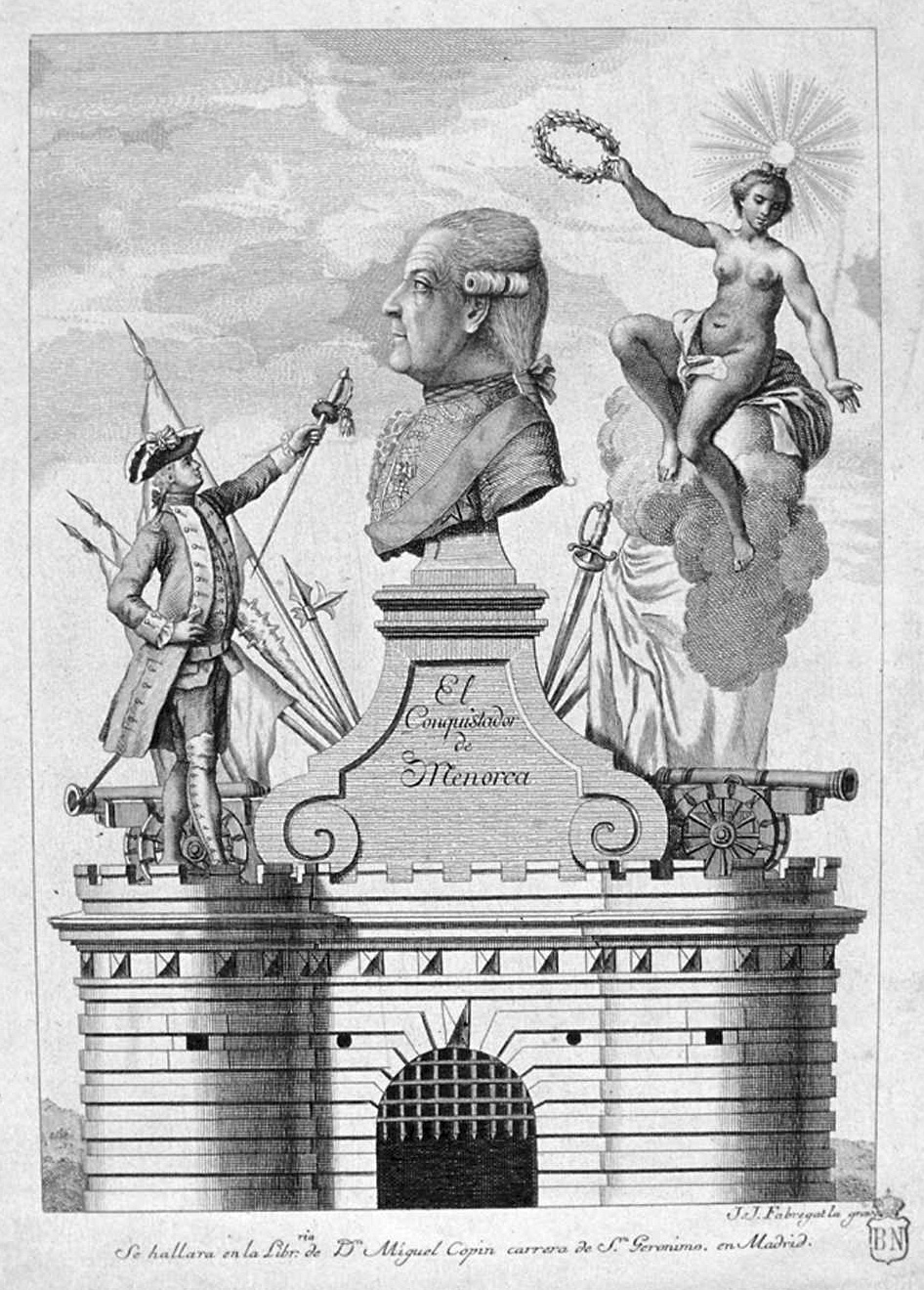
De hertog van Mahon uitgeroepen tot conquistador van Menorca

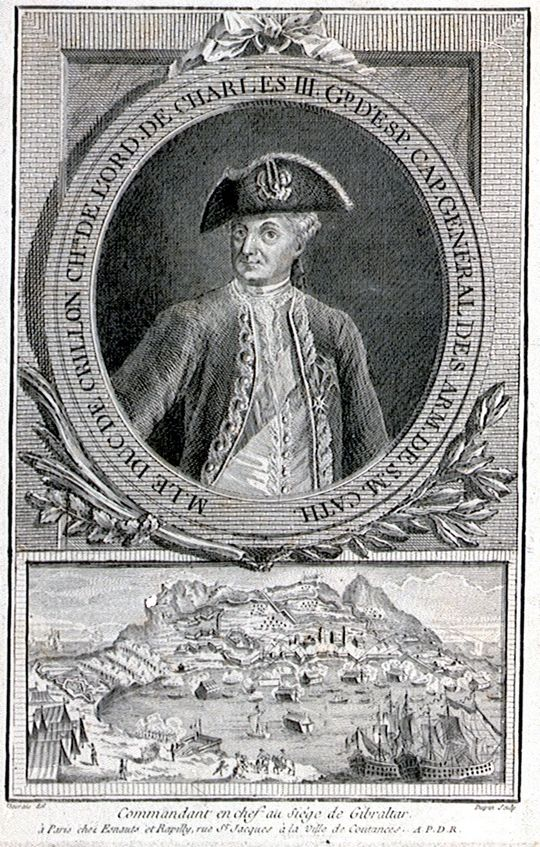
Nederlaag van de hertog van Mahon bij het beleg van Gibraltar (1779-1783)

Louis de(s) Balbes de Berton de Crillon (Avignon, Pauselijke Staat, 22 februari 1717 – Madrid, juni 1796) was een generaal in dienst van koning Lodewijk XV van Frankrijk en koning Karel III van Spanje. Zijn twee belangrijkste militaire exploten waren veroveringen in de Oostenrijkse Nederlanden onder Franse vlag en, onder Frans-Spaanse vlag, de verovering van Menorca op de Britten. 
Hij behoorde tot het adellijk huis de Crillon in het Heilige Roomse Rijk. Zijn adellijke titels waren tweede hertog van Crillon (Comtat Venaissin) en eerste hertog van Mahon (Menorca). Hij was Grande van Spanje, ridder in de Orde van de Heilige Lodewijk en van de Orde van het Gulden Vlies. 

## Levensloop

### Jeugdjaren
Zijn jeugdjaren bracht Crillon door in de Comtat Venaissin, een pauselijk gebied in Zuid-Frankrijk, destijds in het Heilige Roomse Rijk. Zijn vader François-Félix de Crillon was door paus Benedictus XIII verheven van markgraaf tot hertog van Crillon. Crillon-le-Brave was het landgoed van deze familie van pauselijke edellieden. Door erfenis verwierf Crillon van zijn vader de titel van tweede hertog van Crillon. 

### Noord-Italië (1733-1736)
In 1733 trad de jonge Crillon in militaire dienst van het koninkrijk Frankrijk, voor koning Lodewijk XV. Zijn rang was onderluitenant. Hij werd naar Italië gestuurd waar de Fransen de Poolse Successieoorlog uitvochten tegen de Oostenrijkers. Daar vocht hij onder het opperbevel van maarschalk Claude Louis Hector de Villars, prins van Martigues. Crillon vocht in Italië tot 1736, dus nog voor de oorlog ten einde liep (1738). Crillon vocht onder meer in Gerra d’Adda, Colorno, Parma (1734), Guastalla, Gonzague en Reggiolo (1735).

### Frankrijk (1736-1740)
Van 1736 tot 1740 was Crillon in Frankrijk gekazerneerd. Hij werd bevorderd tot kolonel in het Regiment van Bretagne, een regiment van infanterie. 

### Rooms-Duitse Rijk (1740-1748)
Nadien werd hij met het Regiment van Bretagne naar Beieren gestuurd, onder opperbevel van maarschalk François hertog van Harcourt. De Oostenrijkse Successieoorlog (1740-1748) was immers uitgebroken. In Nider-Altach leed zijn regiment zware verliezen (1742) en Crillon kon zelf veilig het Franse kamp in Eggenfelden bereiken, waar Lodewijk Frans I van Bourbon-Conti, de prins van Conti, het bevel voer. Crillon vocht verder in Eggenfelden en Denkendorf (1742). Na een veldtocht in het Rijnland (1743) en in het graafschap Hohenzollern (1744) trok hij naar de Oostenrijkse Nederlanden (1745). 
In de Nederlanden kreeg Crillon zijn eigen regiment dat hij als kolonel moest aanvoeren. De Fransen wonnen de Slag bij Fontenoy (1745) in het graafschap Henegouwen. Door deze overwinning marcheerden de Fransen verder in de Oostenrijkse Nederlanden. Het regiment van Crillon was betrokken bij de verovering van Doornik, Gent, Oostende en Nieuwpoort. Specifiek voor Gent was er voorafgaand een gewapend treffen in Melle, waar Crillon zich zegevierend toonde. Hij verliet tijdelijk het koninklijk leger onder opperbevel van Maurits van Saksen, om in dienst te gaan van de prins van Conti. Beide bevelhebbers volgden hun eigen oorlogsplannen. Crillon hielp mee met de prins van Conti voor het Beleg van Bergen (1746) in Henegouwen. Na de val van Bergen keerde hij terug onder koninklijk bevel voor het Beleg van Namen (1746). Crillon was een van de officieren die aan koning Lodewijk XV de overwinning in Namen meedeelden. De koning bevorderde Crillon tot generaal. Vervolgens werd Crillon vrijgesteld van zijn regiment in de Oostenrijkse Nederlanden en naar Nice (Savoye) gestuurd. Na het einde van de Oostenrijkse Successieoorlog (1748) keerde hij naar zijn geboortestad Avignon terug.

### Avignon (1748-1757)
In Avignon bekleedde Crillon bestuursfuncties. Hij verzorgde bijvoorbeeld de relaties tussen dit pauselijk gebied en het Hof van Versailles.

### Rooms-Duitse Rijk (1757-1759)
Crillon werd naar het front gestuurd in de Zevenjarige Oorlog (1756-1763). Hij bevocht Pruisen in Lippstadt, Weissenfels, de Slag bij Rossbach (1757), de Slag bij Lutterberg (1758) en veroverde de kazerne van Spangenberg (1758). Crillon vocht er onder het opperbevel van maarschalk Charles de Rohan-Soubise, hertog van Rohan en prins van Soubise. Crillon werd bevorderd tot luitenant-generaal en ontving de Ridderorde van de Heilige Lodewijk.

### Noord-Frankrijk (1759-1762)
Hij keerde terug naar Frankrijk (1759) waar hij benoemd werd tot gouverneur van Picardië (1760). Twee jaar oefende hij dit militair ambt uit. 

### Spanje (1762-1796)
Koning Karel III van Spanje liet luitenant-generaal Crillon naar Madrid overbrengen (1762). Crillon werd luitenant-generaal van het Spaanse leger (1762). 
Karel III liet zich met tegenzin meeslepen door Frankrijk in de Amerikaanse Onafhankelijkheidsoorlog; de tegenzin had te maken met zijn vrees dat de Spaanse koloniën in Amerika op drift konden komen, los van Madrid. In 1781 werd Crillon belast met de herovering van het eiland Menorca, een van de Balearen, op de Britten. Met Franse en Spaanse schepen vond de invasie van Menorca plaats. In totaal 52 schepen. Crillon liet de landing plaats vinden in de baai van Sa Mesquida en van Alcaufar, ver van het Britse fort St. Philip aan de hoofdstad Mahon. Na bestorming van het fort gaven de Britten zich over (1782); hiermee viel het hele eiland Menorca aan Spanje. Het fort St. Philip werd met de grond gelijk gemaakt en het naburige dorp Georgetown veranderde van naam: Real Villa de San Carlos, ter ere van Karel III. De beloningen door Karel III volgden snel: Crillon werd kapitein-generaal van de Spaanse troepen (1782), Grootkruis in de Orde van Karel III (1783), Grande van Spanje voor hem en zijn nakomelingen (1783) alsook ridder van de Orde van het Gulden Vlies (1783). Bovendien mocht hij zich hertog van Mahon noemen. De Spanjaarden spraken over de reconquista van Menorca.
Karel III had nog een opdracht voor Crillon (1782): de herovering van Gibraltar op de Britten. De belegering van Gibraltar door Spanje en Frankrijk sleepte immers al aan sinds 1779. Kapitein-generaal Crillon had bedenkingen bij de kansen op overwinning doch aanvaardde het opperbevel. Hij voerde nieuwe artillerietechnieken in die vanuit Versailles bevolen werden. Fransen van de vloot van Menorca kwamen hem ter hulp. De gevechten namen toe in intensiteit en in troepenomvang. In januari 1783 bleek alles nutteloos. De Britten hielden stand in Gibraltar. De Franse en Spaanse troepen dropen af in februari 1783 en hertog Crillon werd terug naar Madrid geroepen. Wat de Britten de Great Siege of Gibraltar (1779-1783) noemen, werd een nederlaag voor Crillon. Hij publiceerde zijn memoires in Parijs (1791) en stierf in Madrid in 1796.

## Gezin
Hertog Louis de Crillon huwde driemaal. In 1742 trad hij in het huwelijk met Françoise-Marie-Elisabeth Couvay de Bernay (1724-1755); in 1764 met Florence-Radegonde-Louise-Eléonore-Julie Bruneau de la Rabatelière ( -1764) en in 1770 met Josèphe-Athanase-Roman-Garmon Spinosa de Los-Monteros ( -1804). Uit het eerste en het derde huwelijk waren er nakomelingen.